# British National League 1956/57
Die Saison 1956/57 war die dritte Spielzeit der British National League, der höchsten britischen Eishockeyspielklasse. Meister wurden die Wembley Lions. 

## Modus
In der Hauptrunde absolvierte jede der fünf Mannschaften insgesamt 32 Spiele. Der Erstplatzierte der Hauptrunde wurde Meister. Für einen Sieg erhielt jede Mannschaft zwei Punkte, für ein Unentschieden einen Punkt und für eine Niederlage null Punkte.

## Hauptrunde

### Tabelle
|    | Klub                | Sp | S  | U | N  | Tore    | Punkte |
| -- | ------------------- | -- | -- | - | -- | ------- | ------ |
| 1. | Wembley Lions       | 32 | 19 | 3 | 10 | 158:122 | 41     |
| 2. | Harringay Racers    | 32 | 15 | 6 | 11 | 144:136 | 36     |
| 3. | Brighton Tigers     | 32 | 13 | 7 | 12 | 138:125 | 33     |
| 4. | Paisley Pirates     | 32 | 11 | 4 | 17 | 127:142 | 26     |
| 5. | Nottingham Panthers | 32 | 10 | 4 | 18 | 131:173 | 24     |

Sp = Spiele, S = Siege, U = Unentschieden, N = Niederlagen